# 三浦元精
三浦 元精（みうら もときよ）は、安土桃山時代から江戸時代初期にかけての武将。安芸国の戦国大名・毛利氏の家臣で、長州藩士。異父兄は毛利氏重臣となる三浦元忠。

## 生涯
元亀3年（1572年）、世良美作守の子として生まれる。母の「はい」は世良美作守に再嫁する前に松山某と婚姻して松山惣四郎（後の神田元忠、三浦元忠）を生んでおり、後に毛利輝元の側近となる三浦元忠は異父兄にあたる。
天正15年（1587年）2月22日、輝元の加冠状と「元」の偏諱を受けて元服し、神代氏の家督を相続して「神代又七郎元精」と名乗った。後に800石を与えられており、天正17年（1589年）8月13日には輝元から「又右衛門尉」の官途名を与えられる。
元精の子である虎法師が異父兄・元忠の養子となり、文禄5年（1596年）8月20日に元忠が死去したことで虎法師が家督を相続すると、虎法師がまだ幼少だったため三浦氏の本知行は収公され、虎法師の養育料として元精に3000石が与えられた。しかし、虎法師が早世したため、元精が三浦氏の家督や家財、屋敷を相続し、既に与えられていた虎法師の養育料と合わせて3800石を知行した。
元精は在所を周防国熊毛郡田布施、安芸国賀茂郡西条、安芸国広島と移していったが、慶長5年（1600年）の関ヶ原の戦いによって毛利氏が長門国と周防国の2ヶ国に減封されると周防国佐波郡徳地に817石を与えられた。
慶長10年（1605年）12月14日、同年の五郎太石事件の後に毛利氏家臣団や有力寺社の総勢820名が連署して毛利氏への忠誠や様々な取り決めを記した連署起請文において、34番目に「三浦又右衛門尉」と署名している。
慶長18年（1613年）4月1日に長門国萩において死去。享年42。子の元実が後を継いだ。
知行地である徳地の八坂村にあった性乾寺に葬られて墓が建てられ、萩の海潮寺にも位牌が安置された。

## 系譜
- 父：世良美作守（?-?）
- 母：はい（?-?） - 松山某、世良美作守の妻。三浦元忠の母。
- 異父兄：三浦元忠（1555-1596）
- 正室：妙雪（?-1643） - 児玉春種の娘。法名は「釋尼妙雪」。寛永20年11月19日（1643年12月29日）に死去。
  - 長男：三浦虎法師（?-?） - 伯父である三浦元忠の養子となり三浦氏の家督を相続するが早世。
  - 次男：三浦元実（?-1650）